# Berg är till för att flyttas
Berg är till för att flyttas är en sång skriven av Tomas Ledin och Mikael Wiehe, och ursprungligen inspelad av Svensk rock mot apartheid och utgiven på singel 1985 Singeln nådde som högst en sjundeplats på den svenska singellistan.
Den gick också in på Svensktoppen, där den låg i två veckor under perioden 1-8 december 1985, med åttonde plats som högsta placering.

## Listplaceringar
| Lista (1985-1986) | Topplacering |
| ----------------- | ------------ |
| Sverige           | 7            |

### Fotnoter
1. ↑  ”Berg är till för att flyttas”. Svensk mediedatabas. 26 februari 1985. http://smdb.kb.se/catalog/id/001526851. Läst 10 september 2014.
2. ↑  ”Svensktoppen”. Sveriges Radio. 26 februari 1985. Arkiverad från originalet den 5 mars 2016. https://web.archive.org/web/20160305055810/https://sverigesradio.se/diverse/appdata/isidor/files/2023/3481.txt. Läst 10 september 2014.
3. ↑  ”Berg är till för att flyttas”. Swedischcharts. 26 februari 1985. http://www.swedishcharts.com/showitem.asp?interpret=ANC%2DSvensk+Rock+Mot+Apartheid&titel=Berg+%E4r+till+f%F6r+att+flyttas&cat=s. Läst 10 september 2014.